# Хомофони став
Хомофони став је став у ком су сви гласови равноравни. Горњи глас, који се по својој природи сам по себи истиче, у хомофонији има приближно једнак број тонова који истовремено звуче са осталим гласовима. Код хомофоне фактуре, нагласак је на вертикалном посматрању композиције (сви гласови), а не само мелодије. Хомофони став је супротност полифоном ставу.